# Hundtjärnliden
Hundtjärnliden är ett naturreservat i Bjurholms kommun i Västerbottens län.
Området är naturskyddat sedan 2016 och är 71 hektar stort. Reservatet ligger väster om Öreälven. Reservatet består av granskog med inslag av lövträd.